# Odensåker

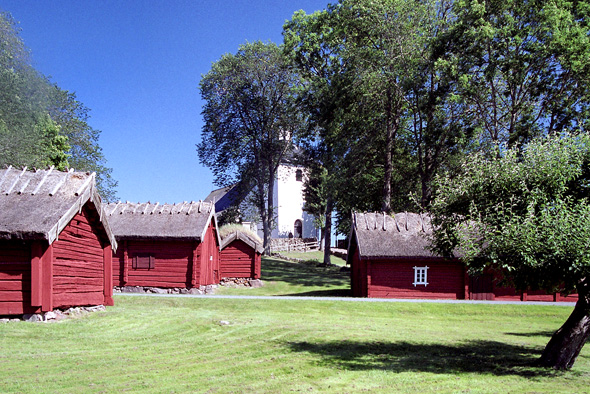
Klockarbolet bei der Kirche von Odensåker

Odensåker (deutsch „Odins Acker“) ist eine archäologische Fundstelle in der schwedischen Gemeinde Mariestad. Der gleichnamige Ort Odensåker liegt etwa 20 Kilometer südlich von Mariestad am See Östen in der Provinz Västra Götalands län und hat 256 Einwohner (2006).
Rund um die Ortskirche aus dem 12. Jahrhundert liegen vorgeschichtliche Grabfelder mit Grabhügeln, Steinsetzungen sowie Runen- und Bautasteinen. Bei der Kirche von Odensåker befinden sich auch die Reste des alten Dorfes (Klockarbolet). Die ältesten bewahrten Holzhäuser stammen aus dem 17. Jahrhundert.